# Y (Somme)
Y és un municipi francès al departament del Somme i a la regió dels Alts de França. Té el nom més curt de tots els municipis francesos i els seus habitants són anomenats Ypsiloniennes i Ypsiloniens. El poble fou destruït durant la I Guerra Mundial. Està agermanat amb Llanfairpwllgwyngyllgogerychwyrndrobwllllantysiliogogogoch al País de Gal·les, el municipi amb el nom més llarg d'Europa.

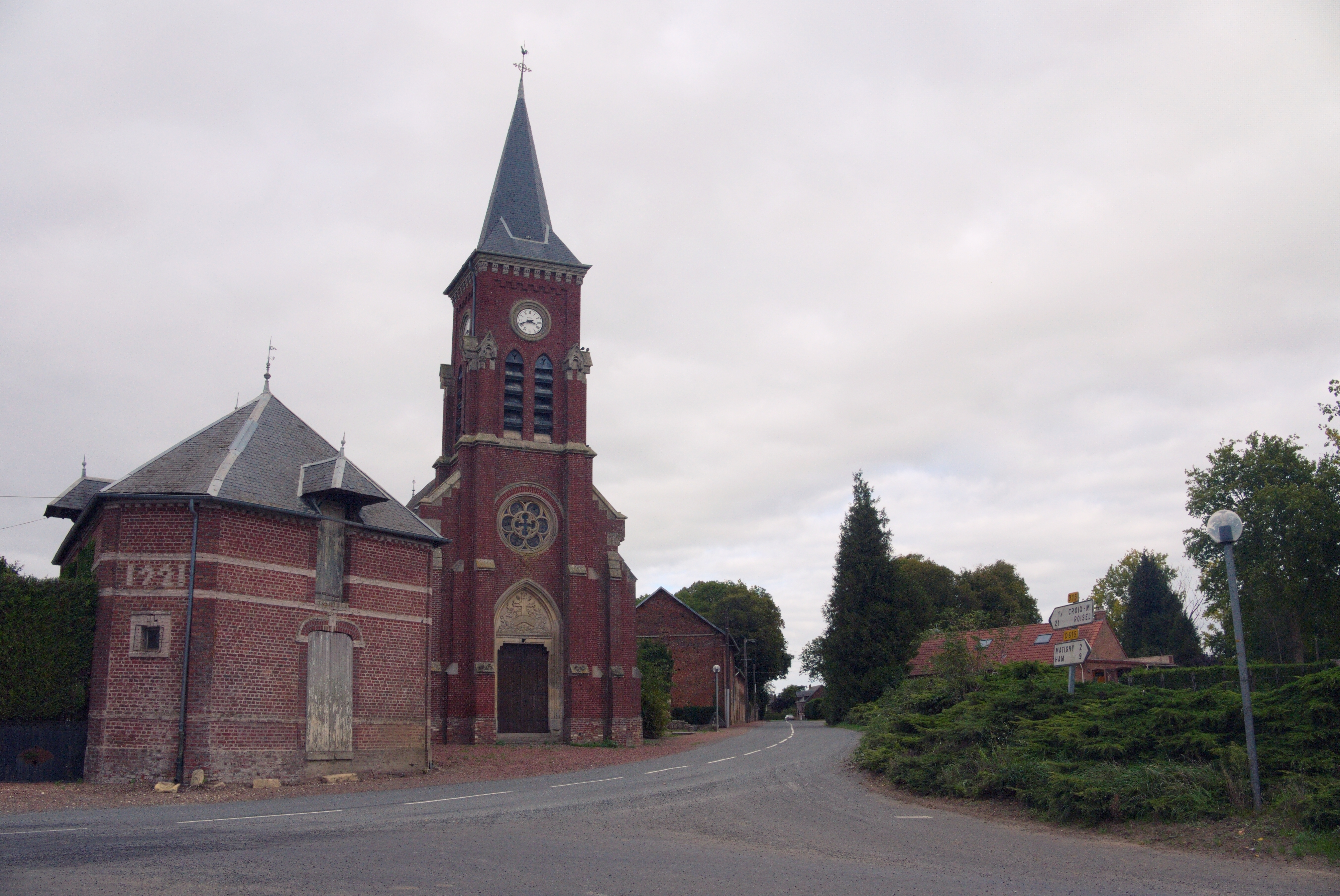
església